# Mimodorcadion indicum
Mimodorcadion indicum är en skalbaggsart som först beskrevs av Guérin-Méneville 1844.  Mimodorcadion indicum ingår i släktet Mimodorcadion och familjen långhorningar. Inga underarter finns listade i Catalogue of Life.